# Timati
Timati (Russisch: Тимати — incorrecte transliteratie van Timothy) is het pseudoniem van de Russische rapper, pop-zanger, muzikant, acteur en zakenman Timoer Ildarovitsj Joenoesov (Russisch: Тимур Ильдарович Юнусов), ook wel bekend als Mr. Black Star.
Timati is geboren op 15 augustus 1983 in Moskou als zoon van een Tataarse vader en een Joodse moeder. Hij heeft 5 jaar in Los Angeles gewoond en woont nu in Moskou. Hij is bekend bij de Russen door de muziek-realityshow Fabrika Zvjozd 4 (Фабрика Звёзд 4) (Nederlands: Sterrenfabriek 4) en is lid van de Banda groep (Банда) en mede-oprichter van VIP-77. Hij bezat de B-Club nachtclub, de Black October bar en Ё-Life winkels. Timati is de CEO van zijn eigen platenlabel "Black Star Inc.". In 2006 had hij een rol in Fjodor Bondartsjoeks film "Zjara" (Жара) (Nederlands: Hitte). In 2008 maakte Timati samen met Fat Joe een nummer: "Put U Take It", waar ook Nox en Raul op voorkwamen. Het werd geproduceerd door Scott Storch. Scott Storch produceerde ook een nummer van Timati samen met Mario Winans genaamd "Forever". In 2015 bracht hij ter gelegenheid van de 63ste verjaardag van Vladimir Poetin het lied Мой Лучший ДругЭто Президент Путин ("mijn beste vriend is president Poetin") uit.
In 2022 nam hij de Russische vestigingen van de keten Starbucks over, die vanwege de sancties ingevolge de inval in Oekraïne door het moederbedrijf verkocht zijn. 

## Discografie

### Albums
| Album met eventuele hitnotering(en) in de Nederlandse Album Top 100 | Datum van verschijnen | Datum van binnenkomst | Hoogste positie | Aantal weken | Opmerkingen |
| ------------------------------------------------------------------- | --------------------- | --------------------- | --------------- | ------------ | ----------- |
| VIP77                                                               | 2006                  | -                     |                 |              |             |
| Black star                                                          | 2006                  | -                     |                 |              |             |
| The boss                                                            | 2008                  | -                     |                 |              |             |

### Singles
| Single met eventuele hitnotering(en) in de Nederlandse Top 40 | Datum van verschijnen | Datum van binnenkomst | Hoogste positie | Aantal weken | Opmerkingen                                             |
| ------------------------------------------------------------- | --------------------- | --------------------- | --------------- | ------------ | ------------------------------------------------------- |
| Groove on                                                     | 25-09-2009            | -                     |                 |              | met Snoop Dogg / Nr. 88 in de Single Top 100            |
| Groove on                                                     | 2010                  | -                     |                 |              | met Snoop Dogg & Wolffman / Nr. 68 in de Single Top 100 |
| Welcome to St. Tropez                                         | 21-03-2011            | 10-09-2011            | 7               | 14           | met DJ Antoine & Kalenna / Nr. 10 in de Single Top 100  |

| Single met hitnotering(en) in de Vlaamse Ultratop 50 | Datum van verschijnen | Datum van binnenkomst | Hoogste positie | Aantal weken | Opmerkingen                            |
| ---------------------------------------------------- | --------------------- | --------------------- | --------------- | ------------ | -------------------------------------- |
| Groove on                                            | 2009                  | 17-10-2009            | 21              | 6            | met Snoop Dogg                         |
| Welcome to St. Tropez                                | 2011                  | 30-04-2011            | 9               | 18           | met DJ Antoine & Kalenna               |
| I'm on you                                           | 13-02-2012            | 03-03-2012            | tip40           | -            | met P. Diddy, DJ Antoine & Dirty Money |

## Filmografie
- 2004 — Countdown
- 2006 — Arthur and the Minimoys (nasynchronisatie in de Russische versie)
- 2006 — Zjara
- 2007 — Surf's Up (nasynchronisatie in de Russische versie)
- 2008 — Hitler Caput!

- Gemeinsame Normdatei: 1025099990
- International Standard Name Identifier: 0000 0004 0770 692X
- Library of Congress Control Number: no2018054008
- MusicBrainz: 2dedd382-2b14-4b88-a767-dd2220b4b509
- Virtual International Authority File: 258911500